# Los Ángeles (Panama, Chiriquí)
Pour les articles homonymes, voir Los Ángeles.
Los Ángeles est un corregimiento situé dans le district de Gualaca, province de Chiriquí, au Panama. En 2010, la localité comptait 715 habitants.